# 1371
1371 (MCCCLXXI) fue un año común comenzado en miércoles del calendario juliano, en vigor en aquella fecha.

## Acontecimientos
- 26 de febrero: concluye el sitio de Zamora, que había comenzado en junio de 1369.
- En Japón termina el reinado del emperador Go-Kogon, el cuarto pretendiente del norte de Ashikaga.
- En Japón comienza el reinado del emperador Go-En'yu, quinto y último de los pretendientes del norte de Ashikaga.
- En Europa sucede una nueva oleada de peste llamada Segona mortaldat (la gran mortandad de los adultos).
- En la Corona de Castilla se establece la Real Audiencia y Chancillería de Valladolid.
- En Malasia, Hassan Kadi publica el Hikayat Bayan Budiman, la versión malaya del texto sánscrito Shuka-saptati, compuesto posiblemente en los siglos anteriores.

## Nacimientos
- Zheng He, almirante chino.

## Fallecimientos
- Iván Alejandro de Bulgaria, zar de Bulgaria.
- Leopoldo IV, príncipe austriaco.